# Riesaufdruck
Riesaufdruck, Riesdeckblatt, Riesumschlag bzw. Riesumschlagdruck sind Benennungen für die Warenkennzeichnung einer für den Verkauf konfektionierten, abgezählten und verpackten Papiermenge.

## Geschichte

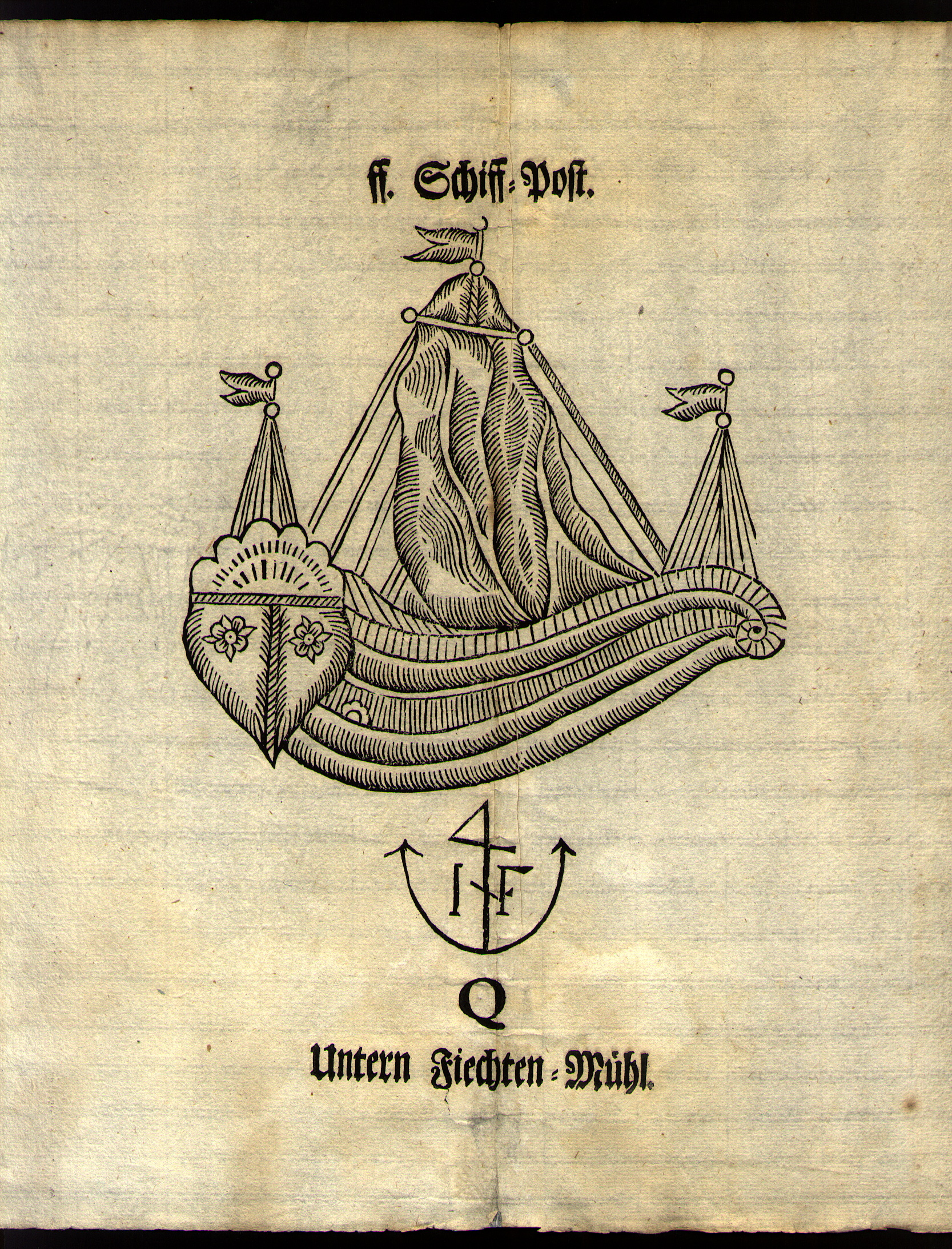
Riesaufdruck ff. Schiff-Post IFQ Untern Fiechten-Mühl, Johann Friedrich Quinat (Wirkungszeit 1742 bis 1815), Unterfichtenmühle, Schwabach, Holzschnitt in Schwarzdruck, Schwabach (Bildausschnitt)

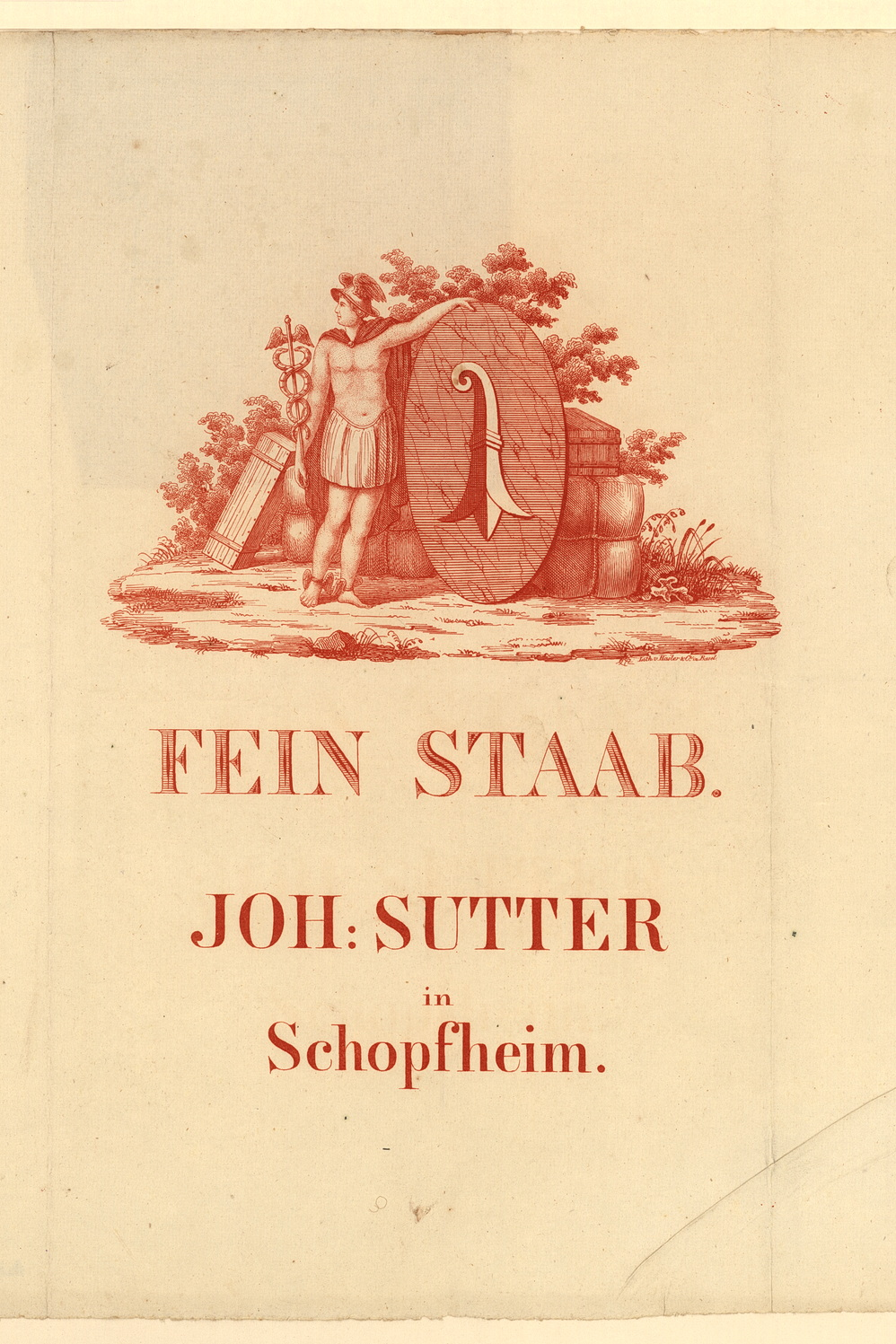
Riesaufdruck, Fein Staab Joh. Sutter in Schopfheim, Papiermacher Johann Sutter (Wirkungszeit 1834 bis 1883), Papiermühle Höfen bei Schopfheim, Lithographie; Druckfarbe: Rot (Bildausschnitt)

Die erzeugenden Papiermacher bzw. Papiermühlen zählten 20 „Buch“ zu einem Ries ab, die beim Schreibpapier jeweils 24 Bogen und beim Druckpapier 25 Bogen umfassten.: S. 7 Bevor diese 480 bzw. 500 Bogen mit einem Bindfaden zu einem Paket verschnürt wurden, druckte man auf den obersten Papierbogen einen Holzstock ab, der wie das in den einzelnen Papierbogen enthaltene Wasserzeichen Auskunft über Papiersorte, Papierqualität und Herkunft gab. Als ältestes Beispiel aus der Zeit um 1445/1446 hat sich der Riesaufdruck einer Ravensburger Papiermühle auf dem Vorsatzblatt der Theologische Sammelhandschrift HB I 227 in der Württembergischen Landesbibliothek in Stuttgart erhalten.: S. 22–23 Dieser zeigt wie das schon seit 1430 nachweisbare Wasserzeichen des bedruckten Papierbogens einen Ochsenkopf ohne Augen, aber mit Stange und Stern.: S. 16–17 Um grundsätzlich zu klären, in welcher Beziehung die Aufdruckbogen zum gekennzeichneten Ries stehen, untersuchte Gerhard Piccard den Sammlungsbestand der Forschungsstelle Papiergeschichte und gelangte zu der Auffassung, dass „die Träger sämtlicher roten oder schwarzen Riesaufdrucke bis weit nach 1780, z.T. bis nach 1800, Papierbogen im gewöhnlichen Kanzleiformat sind und sich von dem mit der gleichen Marke gezeichneten Schreibpapiere in nichts unterscheiden.“: S. 14 Zudem sah sich Piccard auch auf Grund der Leimung derselben zu dem zwingenden Schluss veranlasst, dass „sämtliche deutschen, österreichischen und schweizerischen, mit roten oder schwarzen Riesaufdrucken versehenen Papierbogen der (laufenden) Schreibpapierproduktion entnommen waren.“: S. 15 Der Ausdruck „Riesdeckblatt“ wird von Piccard abgelehnt, da unter einem „Blatt stets die Hälfte eines Bogens“ zu verstehen ist, jedoch „alle bekannt gewordenen, mit Aufdrucken versehene Papiere ungeteilte, mit Büttenrand versehene Bogen“ sind.: S. 15 In der Schweiz hat sich dennoch die Bezeichnung „Riesdeckblatt“ gehalten, zumal überliefert ist, dass der Berner Papiermühlenbesitzer Samuel Koch 1641 „1 Riss rot deckel zetrucken geben“.:S. 80 Schlieder stellte klar, dass „über jedes Ries ein aufgefalteter Bogen gelegt“ wurde, „auf dem das Wasserzeichen abgebildet war“.: S. 8
Mit dem Aufkommen von Rieskennzeichnungen in Kupferstichtechnik im 18. Jahrhundert und von Lithografien im 19. Jahrhundert wurden diese in entsprechenden Werkstätten gesondert hergestellt und den abgezählten Papierbündeln vor dem Verschnüren beigefügt. In den Niederlanden war es üblich, das Papier in entsprechend bedrucktes Packpapier einzuschlagen, weshalb dort von „Riesumschlägen“ die Rede ist.: S. 11
In der modernen, industriell betriebenen Papierherstellung bzw. im Papiergroßhandel gibt es weiterhin das Ries als Papiermaß und das für die Verpackung verwendete Ries-Einschlagpapier.

## Gesetzliche Bestimmungen
In der Regel unterlag die Gestaltung der Gewohnheit, nur in seltenen Fällen kam es zu einer gesetzlichen Kodifizierung. In Frankreich gab es 1671 die Anordnung, dass die Papierqualität auf dem Riesumschlag anzugeben war. In einem „Entwurf einer Papiermüllerordnung für die Churmark Brandenburg“ von 1745 wurde in § 23 folgende Bestimmung getroffen: „Nächst dem sollen die Papiere auf allen Mühlen Rießweise eingepacket, und auf der Emballirung die Sorten aufgedrucket gezeichnet werden; und muß jeder Meister bei Strafe der Confiscation jedes Rießes dafür stehen, daß kein grobes für feines eingepacket und markiret werde.“
Wisso Weiß führt weitere Bestimmungen in einer Verordnung für Schlesien vom 30. April 1750 und schließlich aus dem „Entwurf einer Papier-Müller-Ordnung vor die Königlich-Preussische Chur- und übrige Reichs-Lande“ an, der 1760 im Druck erschien, aber nie Gesetzeskraft erlangte: „Die Papiere müssen ... in Rieße gepacket, oben auf aber jederzeit ein gedruckter Bogen gebunden werden, worauf der Name des Müllers und der Mühle, nebst ihrem Zeichen, die Sorte, und auch die Schweere, wie viel das Rieß ohneingepacket wiegen muß, ausgedrucket ist; und muß jeder Meister bey Strafe der Confiscation des Riesses davor stehen, daß keine andere Papier-Sorte in dem Packet befindlich, als welche auf dem gedruckten Bogen bemercket worden. Das Rieß von allen Papier-Sorten besteht aus 20 Büchern, und jedes Buch aus 25 Bogen, worunter die Bogen zur Einpackung des Riesses nicht mit begriffen.“

## Gestaltung

Riesaufdruck FYN HOLLANDS WAPEN des Papierhändlers Isaac Van Putte, Amsterdam um 1720

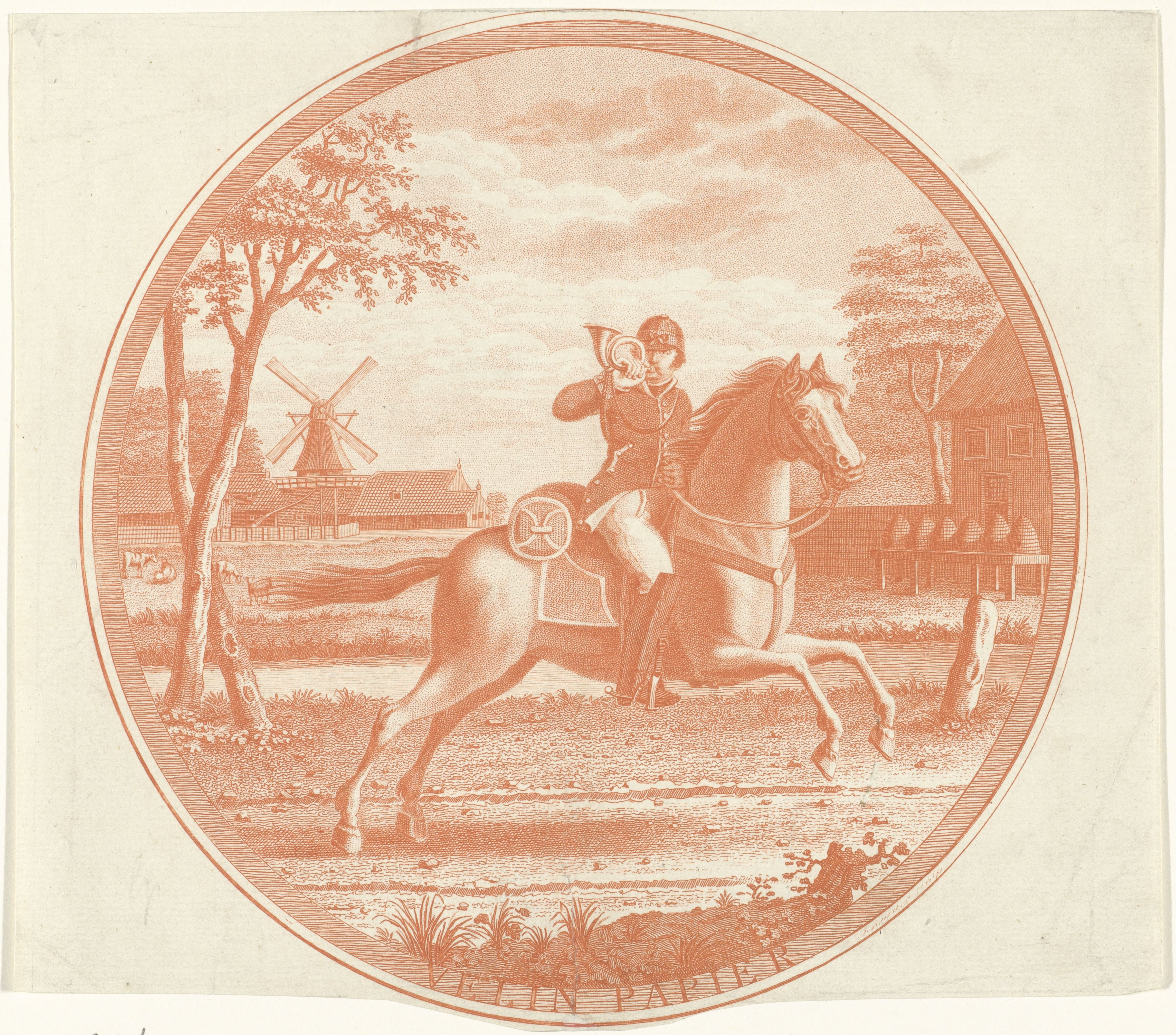
Postilion zu Pferd, Velin Papier (Titel auf dem Objekt)

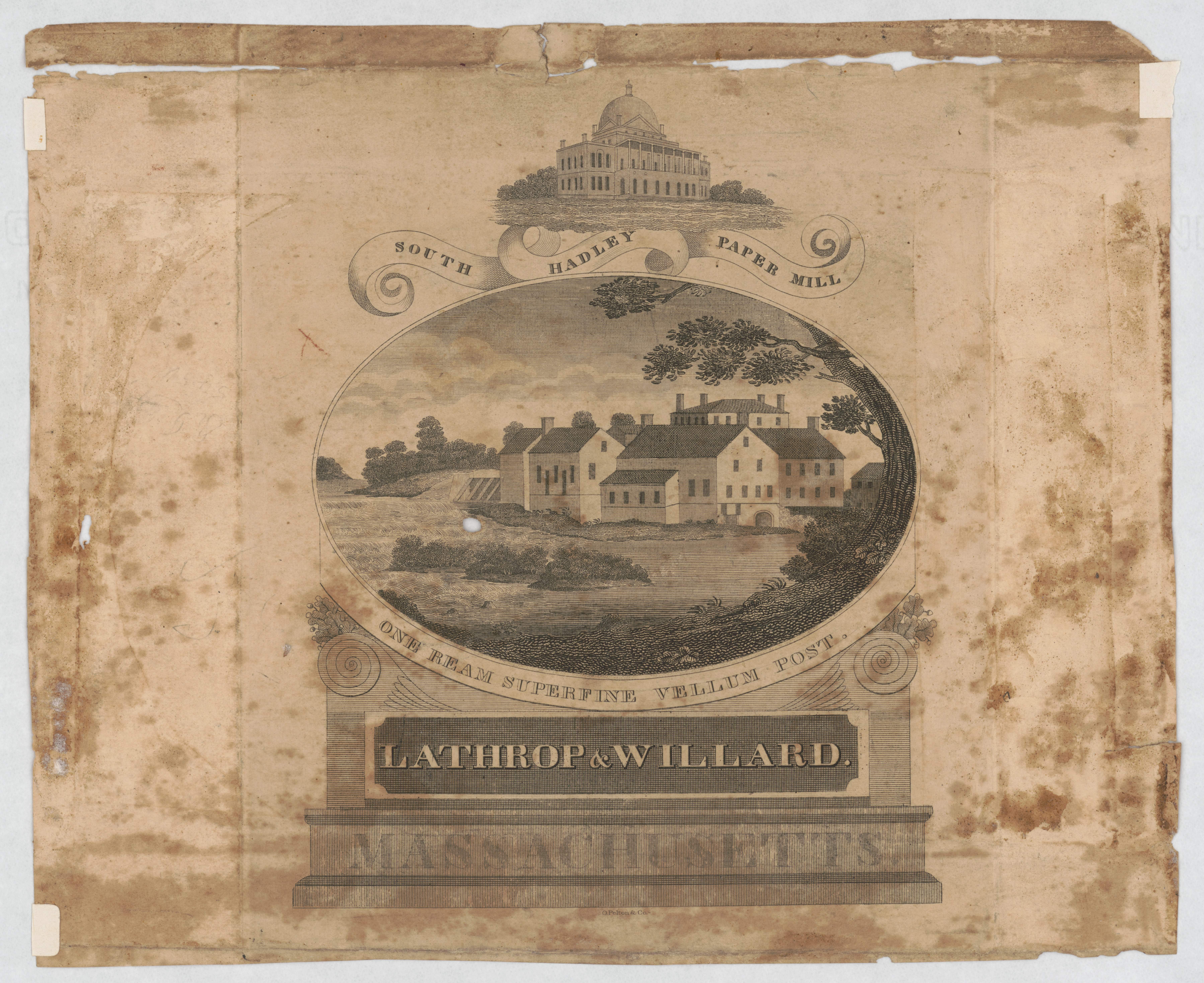
South Hadley paper mill. One ream superfine vellum post. Lathrop & Willard. Massachusetts – O. Pelton & Co.

Ursprünglich erfolgte der Abdruck der Holzschnitte in schwarzer oder roter Farbe. In Basel wurde für die rote Druckfarbe bei den ältesten Riesaufdrucken rotes Bleioxid (Mennige), aber auch roter Ocker und später rotes Bleioxid und Zinnober verwendet.: S. 236, note 26 Ein Beispiel für Rot-Schwarz-Druck findet sich vor 1674 bei dem Papiermacher Valentin Tischendorf in Greiz.: S. 78–79 Im Lauf der Zeit machten die Initialen dem vollen Namen der Papiermacher Platz: S. 83 und werden durch heraldische, religiöse und ornamentale Formen bereichert.: S. 8–9. Auf bestimmten Papiermühlen werden die Holzschnitte auch mit Schablonen in mehreren Farben koloriert (z. B. braun, gelb, rot und grün).:S. 87 Die Druckstöcke sind kostbar und werden über längere Zeit genutzt, zum Teil unter Änderung von Initialen oder Papiermachernamen.: S. 11 Der Papiermacher Johann Sutter im südbadischen Schopfheim betrieb die nahegelegene Papiermühle Höfen und kennzeichnete sein „FEIN STAAB“-Papier mit Hilfe eines „in der Lithographischen Anstalt von Hasler & Co in Basel“: S. 148 in roter Druckfarbe vervielfältigten Riesaufdrucks. Schlieder bezeichnete die Riesaufdrucke als „Zeugnisse der Gewerbegrafik“ und fasste deren Bildgehalt so zusammen: „Herrschafts- und Städtewappen, Tiere, Blumen und Bäume, Heilige und Handwerker, Gebäude und Werkzeuge.“: S. 11 Papiermacher in den Vereinigten Staaten von Amerika versahen ihre Erzeugnisse gerne mit malerischen Ansichten ihrer Papiermühlen.
Aus Holland sind auch Riesdeckblätter von Papierhändlern bekannt. Ein von Alfred Nadler auf Grund der künstlerischen Gestaltung auf das Ende der Barockzeit um 1720 datiertes Blatt zeigt in Ergänzung zu dem holländischen Wappenlöwen mit Schwert und sieben Pfeilen folgende Gestaltung:

„Beachtung verdienen vor allem die aufgestapelten 18 Riespakete, welche neben der Verschnürung auf jeder Paketoberseite das beigedruckte Papier-Wasserzeichen ersehen lassen. Es finden sich folgende Wasserzeichen: Posthorn, Wappen von Amsterdam, Narrenkopf, heraldische Lilie und der Habsburger Doppeladler. Daneben sind aber immer noch die drei Buchstaben I V P als Monogramm zu ersehen.“

Ein Kupferstich aus dem Jahr 1741 zeigt den 1529 geborenen Papierer Samuel Hildenbrand, der seine linke Hand auf ein Papierpaket mit Riesaufdruck legt.

## Sammlungen
Es sind nur wenige originalverpackte Riese bekannt, u. a. aus dem Basler Betrieb Marcus de J. A. Huber aus dem Jahr 1824 und von der Firma Pannekoek (Veluwe) in der Königliche Bibliothek der Niederlande in Den Haag. Die Überlieferung von Riesaufdrucken blieb überwiegend dem Zufall überlassen und verdankt sich einer sekundären Nutzung dieser eigentlich nicht mehr zu gebrauchenden Papierbogen z. B. als Akteneinschlag, als Konzeptpapier für einen Textentwurf oder Quittung für die bezahlte Papierrechnung.
Riesaufdrucke erregten seit dem 19. Jahrhundert das Interesse von Papierhistorikern und Wasserzeichensammlern. Im Lauf der Zeit gelangten private Kollektionen in die Bestände großer Kultureinrichtungen. Die von Alfred Schulte zusammengetragenen Riesaufdrucke sind in den Bestand der Forschungsstelle Papiergeschichte, die von 1938 bis 1973 in Mainz ansässig war, übergegangen und wurden dort von Gerhard Piccard ausgewertet, bevor das Deutsche Museum in München die Forschungsstelle übernahm. Von Karl Theodor Weiß gesammelte Riesaufdrucke gelangten mit dem von diesem begründeten Deutschen Papiermuseum in das Deutsche Buch- und Schriftmuseum, das 1981 auch die Privatsammlung von Karl Steinmüller übernahm. Die Sammlung wird digital erschlossen. Durch Anfragen bei Archiven und anderen Institutionen wurde zudem aktiv die Dokumentation von Riesaufdrucken durch den Erwerb von Nachdrucken und Fotokopien betrieben:S. 80 und systematisch der Nachweis von Bildwiedergaben in der internationalen Fachliteratur in Form eines Zettelkatalogs geführt.
Die Koninklijke Bibliotheek in Den Haag verfügt über 81 Riesumschläge in der Collectie Laurentius (erworben 2015). Teilweise haben sich auch Druckstöcke und Druckplatten erhalten, die für die Anbringung verwendet wurden, so z. B. in Basel.: S. 236, note 25

## Links
- Stichting Papiergeschiedenis Zaanstreek “De Hollander” abgerufen am 11. September 2023